# Gäbris
Der Gäbris ist der nördlichste über 1200 Meter hohe Schweizer Voralpen-Gipfel, er ist 1246,8 m ü. M. hoch und befindet sich oberhalb von Gais im Kanton Appenzell Ausserrhoden. Er überragt die vielen Punkte der verstreuten Appenzeller Hügel, die durchaus auch 1100 Meter erreichen, jedoch oft namenlos bleiben.
Der nächsthöhere Punkt ist die Fäneren, gut 6 ¾ km südlich am Nordrand des Alpstein-Massivs.
Der Gäbris ist zu Fuss von Gais wie auch von Trogen und Landmark aus auf guten Wanderwegen zu erreichen. Auf einem 1246 m hoch liegenden Nebengipfel, 300 m südlich des Hauptgipfels, befindet sich das Restaurant Oberer Gäbris, wenige hundert Meter östlich der Untere Gäbris (der sog. «Buuregäbris»).

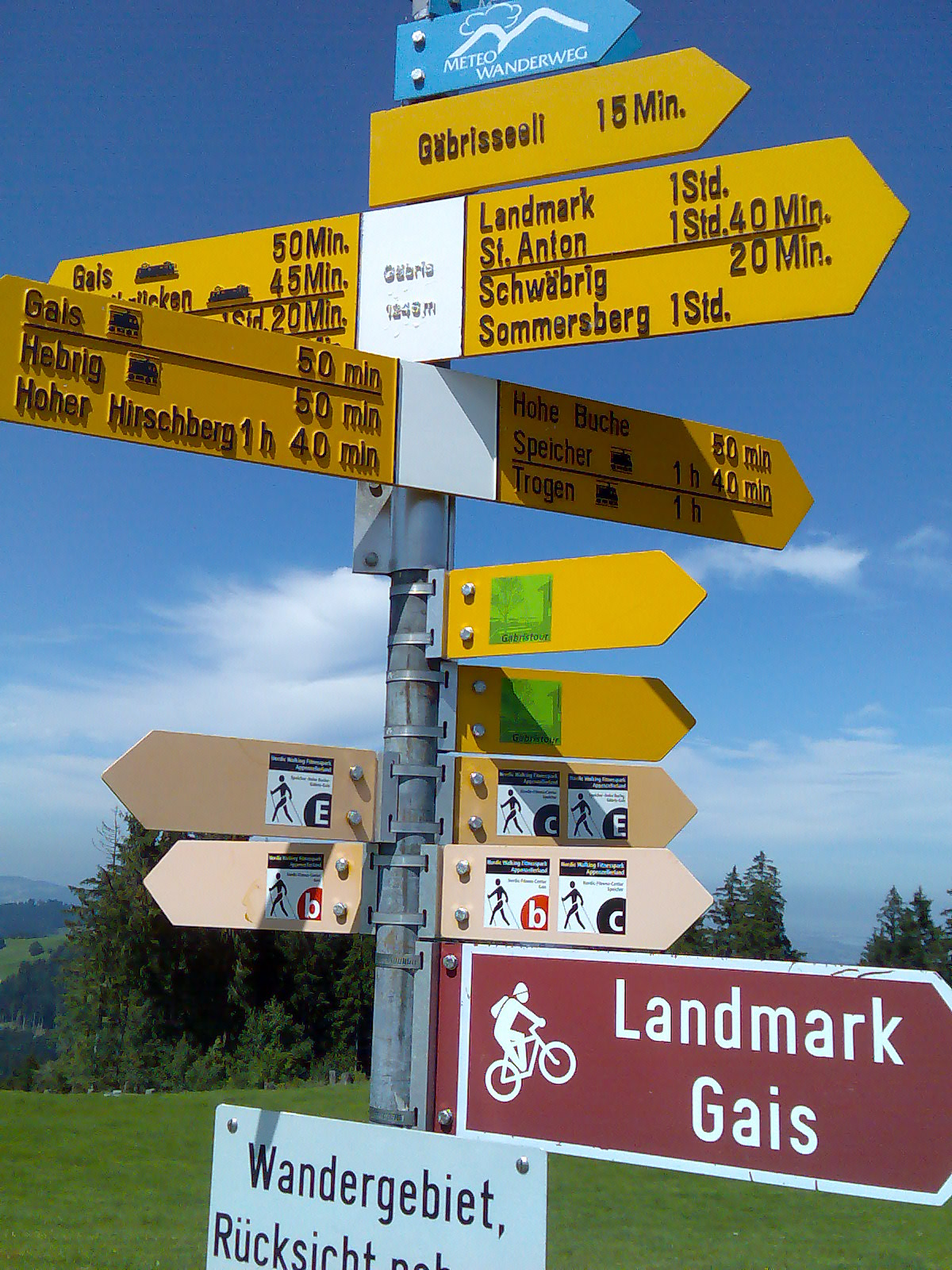
Wegweiser für Wanderer, Biker usw. auf dem Gäbris
Historisches Luftbild des Bergrestaurants von Walter Mittelholzer, ca. 1918–1937